# Верх-Атины
Верх-Атины — деревня в Иланском районе Красноярского края. Входит в состав Южно-Александровского сельсовета.

## История
Основана в 1897 году. В 1926 году состояло из 127 хозяйств, основное население — русские. Центр Верх-Атинского сельсовета Амонашевского района Канского округа Сибирского края.

## Население
| 1926 | 2010 |
| ---- | ---- |
| 645  | ↘65  |